# ميلاد يسوع في الفن

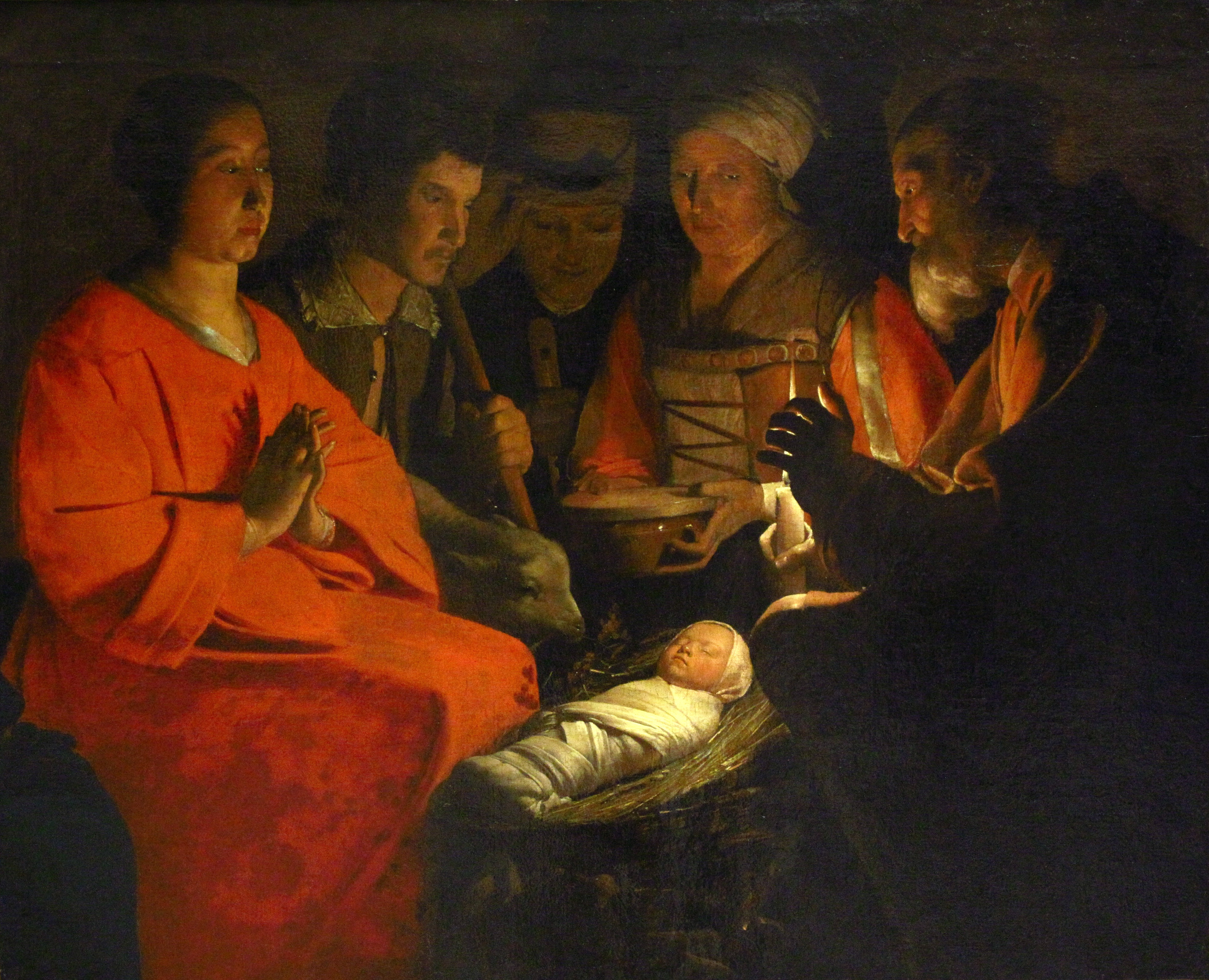
لوحة حول ميلاد يسوع بريشة جورج دي لاتور (نحو عام 1644)

كان ميلاد يسوع موضوعًا رئيسيًا في الفن المسيحي منذ القرن الرابع.
تستند الصور الفنية للميلاد أو ميلاد يسوع، التي يُحتفل بها في عيد الميلاد، إلى الروايات الموجودة في الكتاب المقدس، وفي إنجيليّ متى ولوقا، وبمزيد من التفصيل في التراث المكتوب والشفهي والفني. يتضمن الفن المسيحي العديد من الصور لمريم العذراء ويسوع الطفل. يشار إلى هذه الأعمال عمومًا باسم «مادونا والطفل» أو «العذراء والطفل». لا تمثل هذه الصور الميلاد على وجه التحديد، ولكنها غالبًا ما تكون مواضيع تعبدية تمثل جانبًا أو سمة معينة لمريم العذراء، أو يسوع. من ناحية أخرى، فإن صور الميلاد توضيحية على وجه التحديد، وتشمل العديد من التفاصيل السردية؛ وهي مكون طبيعي في التسلسل الذي يوضح كلًا من حياة يسوع وحياة مريم العذراء.
صُور الميلاد في العديد من الوسائط المختلفة، التصويرية والنحتية. تتضمن الأشكال التصويرية الجداريات واللوحات الجدارية والمخطوطات والزجاج المعشق واللوحات الزيتية. غالبًا ما يُستخدم موضوع الميلاد في لوحات المذبح، والتي تجمع العديد منها بين العناصر المطلية والنحتية. تشمل التمثيلات النحتية الأخرى في الميلاد المنمنمات العاجية، والتوابيت الحجرية المنحوتة، والخصائص المعمارية مثل عتبات الأبواب، والتماثيل القائمة بذاتها.
يمكن تجميع التماثيل القائمة بذاتها في مشهد الميلاد (سرير، أو حضانة أو البريسيب) داخل أو خارج الكنيسة أو المنزل أو الأماكن العامة أو البيئة الطبيعية. قد تتراوح الأشكال من المصغرة إلى الحجم الطبيعي. من المحتمل أن تكون مشاهد الميلاد هذه مستمدة من اللوحات الحيوية في روما، على الرغم من أن القديس فرنسيس الأسيزي أعطى التقليد تشجيعًا كبيرًا. يستمر هذا التقليد حتى يومنا هذا، مع إصدارات صغيرة مصنوعة من البورسلان أو الجبس أو البلاستيك أو الورق المقوى وتُباع لعرضها في المنازل. تطورت المشاهد المُمَثلة إلى مسرحية الميلاد.

## قصة الميلاد الأوسع في الفن
يبدأ نطاق الموضوع الذي يتعلق بقصة الميلاد بعِلم نسب يسوع كما هو مذكور في إنجيلي متى ولوقا. غالبًا ما يتم تصوير شجرة النسب هذه أو شجرة العائلة بصريًا بشجرة يسى، والتي تنبع من جانب يسى، والد الملك داود.
تَروي كتب الإنجيل أن مريم العذراء قد خُطبت لرجل يدعى يوسف، ولكن قبل أن تُصبح زوجته بالكامل، ظهر لها ملاك أَخبرها أنها ستلِد طفلًا سيكون ابن الله. غالبًا ما يُصور هذا الحدث في الفن، والذي يشار إليه باسم البشارة. يروي إنجيل متى أن ملاكًا قد أزال ضائقة يوسف عند اكتشافه حمل مريم، وأمره بتسمية الطفل يسوع (بمعنى «حفظ الله»). يصور هذا المشهد فقط في بعض الأحيان.
في إنجيل لوقا، يسافر يوسف ومريم إلى بيت لحم، عائلة أجداد يوسف، ليُدرجوا في التعداد الضريبي؛ تعتبر الرحلة إلى بيت لحم موضوعًا نادرًا جدًا في الغرب، ولكنها تظهر في بعض السلاسل البيزنطية الكبيرة. تُنجب مريم الطفل بحالة مستقرة في أثناء وجودها هناك لأنه لم يكن هناك مكان متاح في النزل. في هذا الوقت، يظهر ملاك للرعاة على أحد التلال يُخبرهم أن «المخلص، يسوع» قد وُلد. يذهب الرعاة إلى الإسطبلات ليجدوا الطفل، ملفوفًا بالقماط وملقى في حوض الطعام، أو «المعلف»، كما يصفه الملاك.
في تقويم طقوس العبادة، يَتبع الميلاد خِتان يسوع في 1 من يناير، وهو مذكور فقط بالمرور في كتب الإنجيل، ويفترض أنه قد حدث وفقًا للقانون والعادات اليهودية، وعرض يسوع في المعبد (أو «عيد تطهير مريم العذراء») الذي وصفه لوقا ويُحتفل به في 2 فبراير. كلاهما لديهم تقاليد صورية لم تذكر هنا.
يتم تناول السرد في إنجيل متى، ويروي أن «الحكماء» من الشرق رأوا نجمًا، وتبعوها، معتقدين أنها ستؤدي بهم إلى ملك جديد. عند وصولهم إلى أورشليم، ذهبوا إلى القصر حيث يمكن العثور على ملك، واستفسروا من الحاكم المقيم، الملك هيرودس. شَعَر هيرودس بالقلق من إزاحته، فأخرجهم وطلب منهم العودة عندما يعثرون على الطفل. يتبع الرجال النجم إلى بيت لحم، حيث يعطون الطفل هدايا من الذهب واللبان والمر. ثم يتم تحذير الرجال في المنام بأن هيرودس كان يرغب بقتل الطفل، من ثم يعودون إلى بلدهم بطريقة أخرى. على الرغم من أن الإنجيل لا يذكر عدد أو مكانة الرجال الحكماء، والمعروفين بـ «المجوس»، فقد استندت التقاليد إلى أنه نظرًا لوجود ثلاث هدايا، كان هناك ثلاثة رجال حكماء، يملكون عادة رتبة المَلك، وهكذا يُطلق عليهم أيضا «الملوك الثلاثة». يُصوَرون في الفن دائمًا بأنهم ملوك بعد حوالي 900. هناك عدد من الموضوعات، لكن عشق المجوس، بتقديم هداياهم، وفي التقاليد المسيحية، عبادة يسوع، يعد دائمًا الأكثر شهرةً.
إما أن بشارة الملائكة للرعاة، أو عشق الرعاة، والذي يُظهر الرعاة وهم يعبدون الطفل الرضيع، قد اقترن غالبًا بطقوس الميلاد، وزيارة المجوس، منذ العصور الأولى. يُمثل الأول نشر رسالة يسوع إلى الشعب اليهودي، والأخير إلى الشعوب الوثنية.
هنالك أيضًا العديد من السلاسل المفصلة من الأعمال الفنية، بدءًا من الزجاج المعشق إلى البوابات المنحوتة إلى الدورات الجدارية التي تصور كل جانب من جوانب القصة، والتي شَكلت جزءًا من كِلا الموضوعين الأكثر شيوعًا في الدورات: حياة يسوع وحياة عذراء. كما أنها واحدة من الأعياد الإثني عشر الكبرى للأرثوذكسية الشرقية، وهي دورة شائعة في الفن البيزنطي.
تستمر القصة مع الملك هيرودس عند سؤال مستشاريه عن تنبؤات قديمة تصف ولادة مثل هذا الطفل. وفقاً لنصيحتهم، يُرسل الجنود لقتل كلِ طفل دون سن الثانية في مدينة بيت لحم. لكن يوسف قد حُذِّر في المنام، وهرب إلى مصر مع مريم والطفل يسوع. جرى تصوير المشهد المريع لمذبحة الأبرياء، كما يُشار إليها بمقتل الأطفال، بشكل خاص من قبل الرسامين في عصر النهضة والباروك. كانت الرحلة إلى مصر موضوعًا شائعًا آخر، حيث عرضت مريم مع الطفل راكبين على حمار، بقيادة يوسف (استعارة الأيقونات الأقدم للرحلة البيزنطية النادرة إلى بيت لحم).
في هولندا، ومنذ القرن الخامس عشر وما بعده، كان من المعتاد إظهار المواضيع غير المتعلقة بالإنجيل والخاصة بالعائلة المقدسة في أثناء الرحلة على متن الرحلة إلى مصر، وغالبًا ما ترافقه الملائكة، وقد يحضر في الصور السابقة أحيانًا صبي كبير السن، يعقوب أخ الرب، يفسر على أنه ابن يوسف، عن طريق زواج سابق. تتضمن خلفية هذه المشاهد عادةً (حتى تشديد مجمع ترنت على هذه الإضافات إلى الكتاب المقدس) عددًا من معجزات مشكوك بأمرها، وتعطي فرصة لهذا النوع الناشئ من رسم المناظر الطبيعية. في معجزة الذرة، يستجوب الجنود الملاحقون الفلاحين، ويسألونهم متى مرت العائلة المقدسة. يقول الفلاحون بصدق إنهم مروا عندما كانوا يزرعون بذور القمح. ومع ذلك فقد نما القمح بأعجوبة إلى الارتفاع الكامل. في معجزة أيدول، يسقط تمثال وثني عن منصته بينما يمر الطفل يسوع، وتتدفق عين من الصحراء (منفصلة في الأصل، وغالبًا ما يتم الجمع بينهم). علاوة على ذلك، وأقل شيوعًا، تتخلى مجموعة من اللصوص عن خطتهم لسرقة المسافرين، وتنحني شجرة نخل للسماح لهم بقطف الثمار.
موضوع آخر هو لقاء الطفل يسوع مع ابن عمه، الطفل الرضيع يوحنا المعمدان، والذي، وفقًا للأسطورة، يجري إنقاذه من بيت لحم قبل المذبحة التي قام بها رئيس الملائكة أوريل، وانضم إلى العائلة المقدسة في مصر. كان من المقرر رسم هذا اللقاء بين الطفلين المقدسين من خلال العديد من الفنانين خلال عصر النهضة، بعد إشاعة ذلك على يد ليوناردو دا فينشي ثم رفائيل.

## تاريخ التصوير

### المسيحية المبكرة
تأتي أولى الصور التصويرية لميلاد يسوع من التابوت في روما والجول الجنوبية نحو هذا التاريخ. تأتي هذه الصور بعد المشاهد الأولى لعشق المجوس، والتي تظهر في سراديب الموتى في روما، حيث دفن المسيحيون الأوائل موتاهم، غالبًا ما كانوا يزينون جدران الممرات السرية والأقبية بالرسومات. تسبق العديد من هذا تشريع العبادة المسيحية من قبل الإمبراطور قسطنطين في أوائل القرن الرابع. عادة ما يتحرك المجوس معًا بخطوة واحدة، حاملين هداياهم أمامهم، باتجاه العذراء الجالسة ويسوع الجالس على حجرها. إنهم يشبهون جدًا فكرة حاملي الجزية الشائعة في فن معظم ثقافات البحر المتوسط والشرق الأوسط، وتعود إلى ما لا يقل عن ألفي سنة بخصوص مصر؛ في الفن الروماني المعاصر هزمت البرابرة الأكاليل الذهبية نحو إمبراطور العرش.
كانت صور الميلاد الأولى بسيطة للغاية، وتظهر الرضيع فقط، ملفوفًا بإحكام، وملقىً بالقرب من الأرض في سلة أو سلة خوص. الثور والحمار موجودان دائمًا، حتى عند عدم وجود مريم أو أي شخص آخر. على الرغم من عدم ذكرهم في كتب الإنجيل، إلا أن وجودهم اعتبر مؤكدًا من خلال بعض آيات العهد القديم، مثل إشعيا 1,3: «الثور يعرف صاحبه، والحمار سرير سيده» وحبقوق 3,2: «في خضم الوحوش الذبولين تكونان معروفتين»، ولم يكن وجودهما موضع شك من قبل اللاهوتيين. اعتبرهم أوغسطين وأمبروز وآخرين بأنهم يمثلون الشعب اليهودي، مثقلًا بالقانون (الثور)، والشعوب الوثنية الحاملة للخطيئة الوثنية (الحمار). وصل يسوع لتحرير كلٍ من أعبائهم. تظهر ماري فقط عندما يكون مشهد عشق المجوس، ولكن غالبًا ما يكون أحد الرعاة أو نبي حاضرًا مع طومار. منذ نهاية القرن الخامس (بعد مجمع أفسس)، أصبحت مريم عنصراً أساسيًا في المشهد؛ وبعدها أصبح يوسف عنصر أكثر تغيراً. عند عرض المبنى، عادة ما يكون هناك «توغوريوم»، وهو سقف بسيط من البلاط مدعوم بالأعمدة.

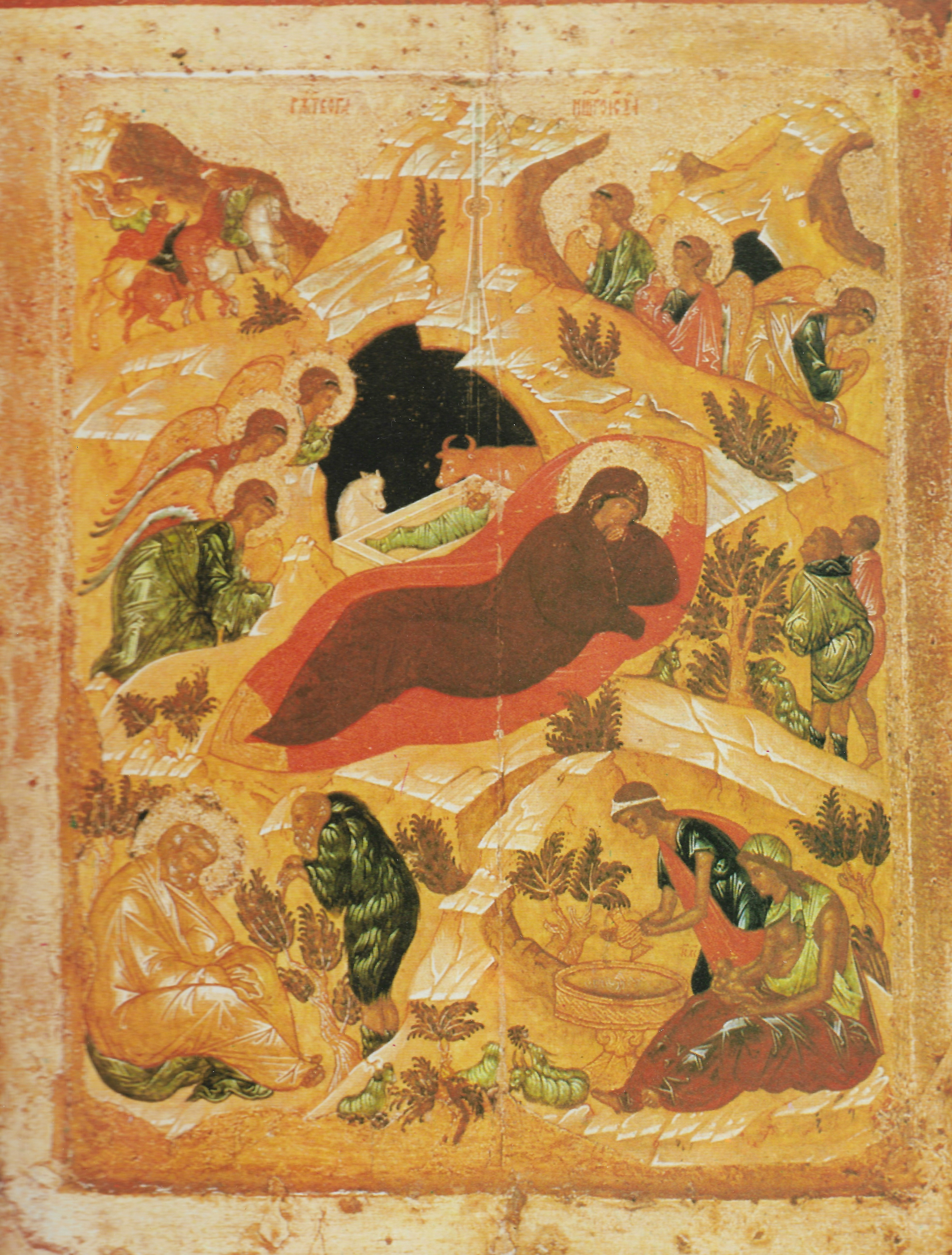
أيقونة ميلاد المسيح من القرن 15 م في معرض تريتياكوف في روسيا.

### الصورة البيزنطية
كان على شكل جديد من التصوير، والذي صيغ من النسخ المبكرة النادرة في فلسطين في القرن السادس عشر، وضع الشكل الأساسي للصور الأرثوذكسية الشرقية وصولاً إلى يومنا هذا. أصبح الآن الكهف -أو بالأحرى كهف الميلاد الموجود في بيت لحم، والموجود بالفعل تحت كنيسة المهد، وهو راسخ كمكان للحج، بموافقة الكنيسة. يرتفع فوق الفتحة، جبل ممثلاً في المنمنمات. مريم الآن تتعافى على وسادة أو أريكة محشوة كبيرة («كلاين» باللغة اليونانية) بجانب الرضيع، الذي كان على هيكل مرتفع، بينما يضع يوسف رأسه على يده. غالبًا ما يكون جزءًا من مشهد منفصل في المقدمة، حيث يستحم يسوع بواسطة القابلات (لذلك يظهر يسوع مرتين). على الرغم من الظروف الأقل من المثالية، فإن مريم تستريح، وهو مصطلح فترة الراحة في الفراش القسري في فترة ما بعد الولادة التي كانت موصوفة حتى العصر الحديث. تأتي القابلة أو القابلات من مصادر قديمة غير موثوق بها؛ وعادة ما تسمى الرئيسية (سالومة)، ولها معجزة خاصة بها وهي اليد الذابلة، على الرغم من أن هذا أمر نادر الحدوث في الفن. ظهرت في معظم الأعمال الدرامية التي تعود إلى العصور الوسطى ومسرحيات الأسرار، والتي أثرت غالبًا على الصور المرسومة. تتحدث العديد من الروايات غير الموثوقة عن ضوء كبير يضيء المشهد، ويُعتبر أيضًا أنه نجم المجوس، ويشار إلى ذلك من خلال قرص دائري في أعلى المشهد، مع وجود حزام يتدلى مباشرة إلى الأسفل -وغالبًا ما تكون جميعها ألوانًا غامقة.

منمنمة أرمنية بعنوان "ميلاد المخلص"، 1232.